# Аршени (Горж)
Аршени (рум. Arșeni) насеље је у Румунији у округу Горж у општини Мушетешти. Oпштина се налази на надморској висини од 617 m.

## Становништво
Према подацима из 2002. године у насељу је живело 46 становника, од којих су сви румунске националности.